# Boudewijn Braem
Pour les articles homonymes, voir Braem.
Boudewijn Bo Braem est un footballeur et entraîneur belge né le 30 octobre 1950 et mort le 27 mai 2005 à Courtrai (Belgique).
Milieu de terrain au KV Courtrai, il est un acteur majeur de la montée du Club du stade des Éperons d'Or en Division 1 en 1976. Courtrai redescendu en Division 2 en 1979, revient parmi l'élite la saison suivante, et termine sixième du Championnat en 1980-1981. Mais le joueur en conflit avec l'entraîneur, part alors au KAA La Gantoise où il joue deux saisons.
Bo Braem est resté fidèle à Courtrai dont il a été l'entraîneur principal à plusieurs reprises. Il est mort d'une crise cardiaque en 2005 non loin des terrains d'entraînement du club.